# Tjockbullar
Tjockbullar, eller tjockbulla, är en slags bakverk som bakas med sirap, potatis, anis och fänkål. Den kan till form liknas vid en tjock pannkaka. Den är vanligare i norra Sverige (Dalarna) än i södra. De förekommer oftare kring jul och midsommar än eljest.
Brödet är rustikt, sött och mycket mättande. 